# Ljungby kommun
Ljungby kommun er en kommune i Kronobergs län i Sverige.

## Byområder
Der er otte byområder i Ljungby kommun.
I tabellen vises byområderne i størrelsesorden pr. 31. december 2005.  Hovedbyen er markeret med fed skrift. 
| # | Byområde  | Befolkning |
| - | --------- | ---------- |
| 1 | Ljungby   | 14.810     |
| 2 | Lagan     | 1.751      |
| 3 | Ryssby    | 689        |
| 4 | Lidhult   | 635        |
| 5 | Kånna     | 365        |
| 6 | Vittaryd  | 306        |
| 7 | Angelstad | 276        |
| 8 | Agunnaryd | 215        |

## Seværdigheder
I kommunen ligger Danaborg, som var et dansk borganlæg, der blev opført i den svenske del af Kalmarunionen i 1455 under Christian 1. Det er usikkert om der nåede at blive opført en borg eller om området blev indtaget af svenske styrker inden færdiggørelse.
56°50′00″N 13°56′00″Ø / 56.8333°N 13.9333°Ø